# 漢弗萊 (阿肯色州)
漢弗萊（英語：Humphrey）是一個位於美國阿肯色州阿肯色縣和傑佛遜縣的城市。根據2020年美國人口普查，該地人口為463人，而該地的面積約為3.38平方千米。

## 地理
漢弗萊的座標為34°25′22″N 91°42′22″W / 34.42278°N 91.70611°W，而該地的平均海拔高度為58米（即190英尺）。